# Булавайо
Булава́йо (англ. Bulawayo, півн. ндебеле koBulawayo) — друге за величиною місто Зімбабве після столиці Хараре. Розташоване за 439 км на південний захід від столиці. Адміністративний центр однойменної провінції, що має у своєму складі місто Булавайо.
Населення — 676 тисяч осіб (2005 рік).
Булавайо з'єднано зі столицею Зімбабве — Хараре залізничним сполученням.

## Міста побратими
- Абердин, Велика Британія (з 1986 року)
- Дурбан, ПАР